# Růžové údolí

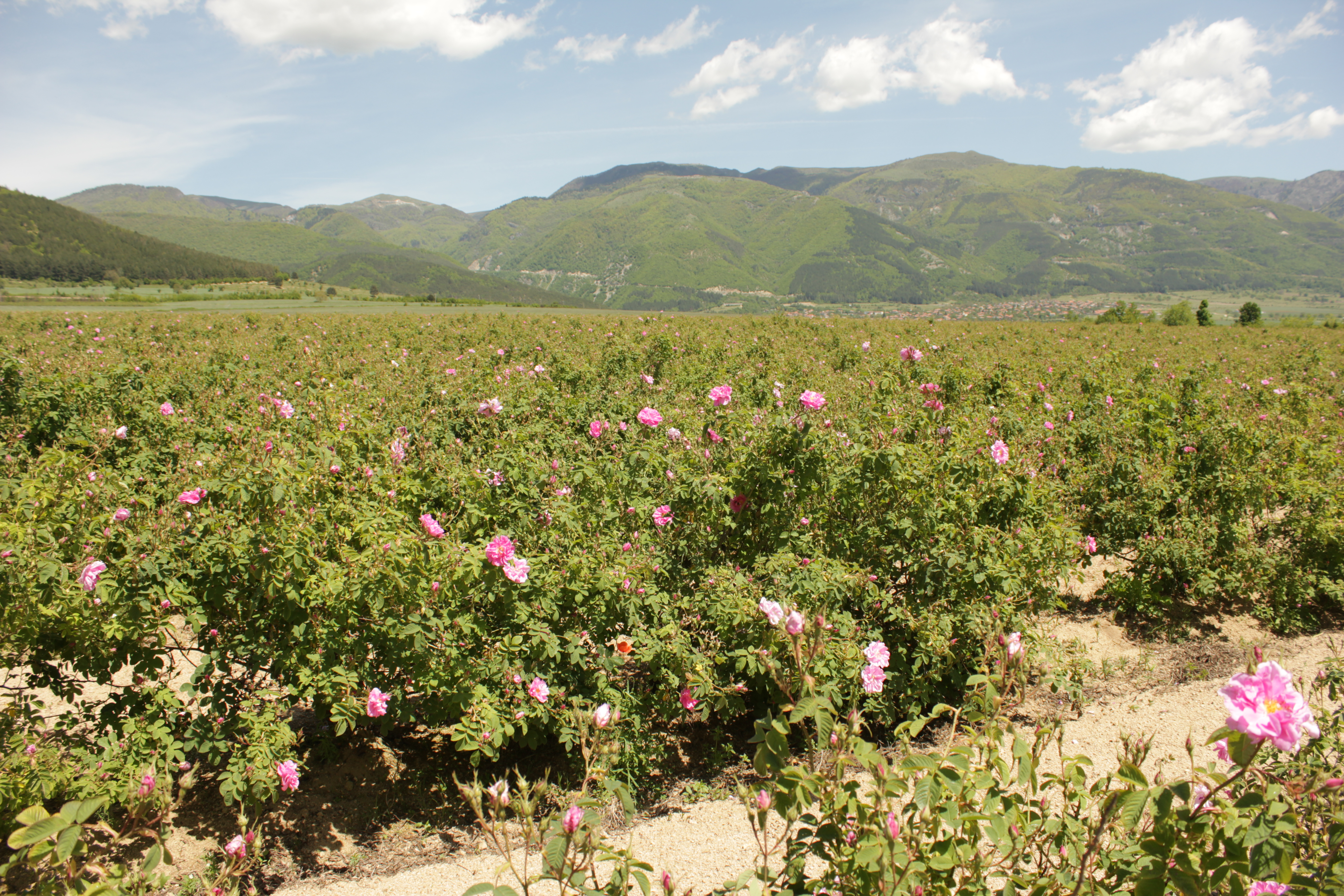
Plantáže u města Rosino

Růžové údolí nebo Údolí růží (bulharsky Розова долина, Rozova dolina) je 120 kilometrů dlouhé údolí ve středním Bulharsku při jižním úpatí pohoří Stara Planina, známé růžovými plantážemi. Je součástí Kazanlăcké kotliny, jedné ze Zabalkánských kotlin. Pěstuje se zde speciální druh růží, z nichž se již od starověku destilací získává růžový olej, základní substance při výrobě parfémů. Z Bulharska pochází 70 % světové produkce růžového oleje. Na výrobu 1 g růžového oleje je třeba 3 až 3,5 kg okvětních lístků. Například v roce 2003 Bulharsko vyprodukovalo přibližně 900 kg této cenné suroviny. Turistickým centrem Růžového údolí je město Kazanlak, které má ve znaku růžový květ a kde se nachází Muzeum pěstování růží.
Jméno růžového údolí nese i ledovec Rose Valley na Livingstonově ostrově v souostroví Jižní Shetlandy v Antarktidě.